# Kupiliśmy zoo
Kupiliśmy zoo (ang. We Bought a Zoo) – amerykański dramat z 2011 roku w reżyserii Camerona Crowe’a na podstawie książki Benjamina Mee.

## Fabuła
Benjamin Mee (Matt Damon) mieszka w Los Angeles, samotnie wychowuje dwójkę dzieci i pisze felietony do gazet. Całe dorosłe życie był dziennikarzem i podróżował po świecie. Przeprowadzał wywiady, robił reportaże. Pewnego dnia postanawia jednak diametralnie zmienić swoje życie.
Benjamin kupuje wielki dom położony na terenie starego zoo, którym zarządza Kelly Foster (Scarlett Johansson). I mimo braku doświadczenia postanawia je na nowo otworzyć. Do takiego pomysłu sceptycznie nastawiony jest jego brat, Duncan (Thomas Haden Church). Ostrzega go przed możliwą plajtą, ale postanawia go wesprzeć. I z zaskoczeniem odkrywa, że choć przedsięwzięcie jest ryzykowne, przynosi rodzinie szczęście.

## Obsada
- Matt Damon jako Benjamin Mee
- Scarlett Johansson jako Kelly Foster
- Thomas Haden Church jako Duncan Mee
- Colin Ford jako Dylan Mee
- Maggie Elizabeth Jones jako Rosie Mee
- Angus MacFadyen jako Peter MacCready
- Elle Fanning jako Lily Miska
- Patrick Fugit jako Robin Jones
- John Michael Higgins jako Walter Ferris
- Carla Gallo jako Rhonda Blair
- J.B. Smoove jako pan Stevens
- Stephanie Szostak jako Katherine Mee
- Desi Lydic jako Shea Seger
- Peter Riegert jako Delbert McGinty
- Michael Panes jako dyrektor